# Herman Raammaker

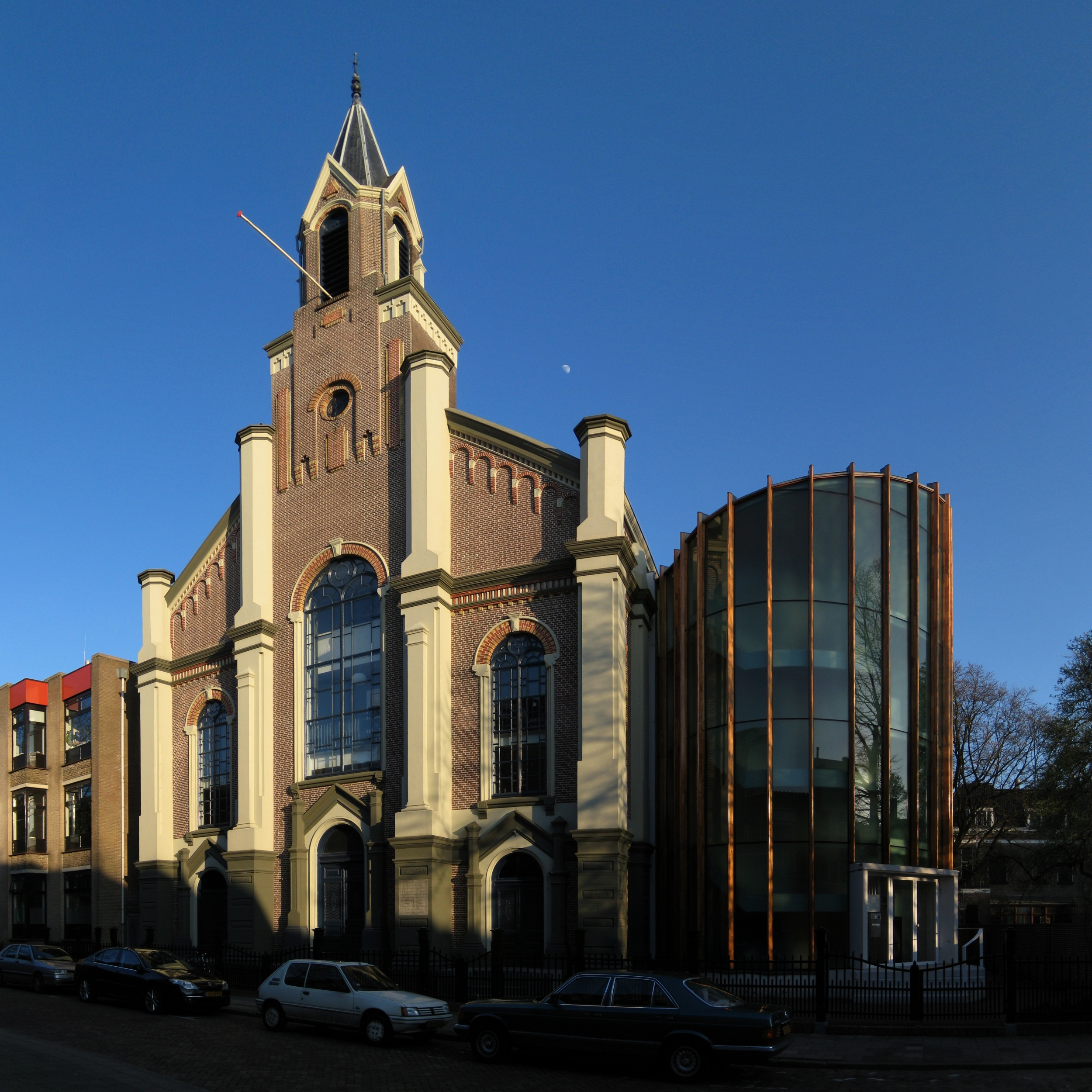
De Remonstrantse kerk aan de Coehoornsingel in Groningen in 2010. Het oude gedeelte, dat uit 1883 dateert, werd door H. Raammaker ontworpen.

Harmannus (Herman) Raammaker (Groningen, 18 april 1828 - aldaar, 24 maart 1902), onder vakgenoten ook bekend als H. Raammaker,  was een Nederlandse bouwkundige en architect, die met name in de stad Groningen actief was.

## Leven en werk
Herman Raammaker kwam uit een familie van bouwkundigen. Zijn grootvader Harmannus Raammaker (ged. (NH) 1755- ovl. 1829) was in de jaren 1802-1810 verantwoordelijk voor de voltooiing van het door Jacob Otten Husly ontworpen stadhuis van Groningen. Zijn vader Willem Raammaker (1787-1861) was opzichter bij Rijkswaterstaat. Herman Raammaker, die in 1854 trouwde met de opzichtersdochter Aaltje Reinders van der Hoeven (1836-1900), had jarenlang dezelfde functie als zijn vader. In welk jaar hij zelf bij Rijkswaterstaat in dienst trad is onduidelijk, maar in 1871 werd hij bevorderd tot "opzigter van den waterstaat der 2de klasse" en in 1880 tot "opzigter 1e klasse". In 1891 werd hem een jaarpensioen van 1117 gulden toegekend.
Raammakers bekendste werk is zijn in eclectische stijl ontworpen Rijks Hogere Burgerschool in de Groninger Hortusbuurt. Dit in 1868 voltooide rijksmonument moest de eerste door J.G. van Beusekom ontworpen Rijks-HBS in de Pelsterstraat vervangen, die al snel na de oplevering in 1862 te klein bleek. Raammakers ontwerp werd beschouwd als een voorbeeld van hoe een middelbare school eruit behoorde te zien en de plattegrond en afbeeldingen van het pand werden ingezonden naar de wereldtentoonstelling van 1876 in de Amerikaanse stad Philadelphia. Het gebouw, dat later het Kamerlingh Onnescollege huisvestte, bleef tot 1997 als school in gebruik en kreeg vervolgens een woonbestemming. Raammaker ontwierp verder onder meer de neoclassicistische Remonstrantse kerk (1883) aan de Coehoornsingel in Groningen.
Vanaf de oprichting daarvan in 1884 tot zijn dood in 1902 was Raammaker betrokken bij de Groninger afdeling van de Maatschappij ter Bevordering der Bouwkunst, onder meer als tweede secretaris en als voorzitter.

## Werken (selectie)
- 1868: Rijks Hogere Burgerschool, Groningen[8]
- 1883: Remonstrantse kerk, Groningen[9]